# Malberg (Westerwaldkreis)
Der Malberg ist ein Berg im Westerwald und mit 422 m ü. NHN die höchste Erhebung der zum Niederwesterwald gehörenden Montabaurer Senke. Er liegt bei Moschheim im rheinland-pfälzischen Westerwaldkreis.

## Geographie

### Lage
Der Malberg erhebt sich im Nordosten des Kannenbäckerlandes. Sein Gipfel liegt 1,1 km nordnordwestlich von Moschheim, zu dessen Gemarkung der Berg gehört. Weitere Ortschaften am Berg sind Ötzingen im Norden, Niederahr im Osten und Leuterod im Westen. Westlich vorbei am Berg fließt der Aubach, in den im Süden der ihn östlich passierende Moschheimer Bach mündet. Auf topographischen Karten ist nahe dem Berggipfel (422 m) eine (420,9 m) hohe Stelle verzeichnet.

### Naturräumliche Zuordnung
Der Malberg bildet in der naturräumlichen Haupteinheitengruppe Westerwald (Nr. 32), in der Haupteinheit Niederwesterwald (324) und in der Untereinheit Montabaurer Senke (324.2) eine Singularität der 4. bis 7. Ordnung.

## Schutzgebiete
Auf dem Malberg liegen das Naturschutzgebiet Malberg (CDDA-Nr. 82138; 1961 ausgewiesen; 96,65 ha groß) und Teile des Fauna-Flora-Habitat-Gebiets Westerwälder Kuppenland (FFH-Nr. 5413-301; 31,87 km²).

## Geschichte
Der Malberg ist vulkanischen Ursprungs und entstand in der Zeit des Westerwälder Vulkanismus vor 18 bis 25 Millionen Jahren. Es handelt sich um eine aus phonolithischer Lava entstandene Staukuppe. Früher wurde hier Phonolith abgebaut, der in der Glasindustrie Verwendung fand. Auf dem Westhang ist eine solche Abbaustätte gut erkennbar.
Am Rand des Gipfelplateaus finden sich die Reste von drei vorgeschichtlichen Ringwällen keltischen Ursprungs. Die älteste archäologisch gesicherte Besiedlung fand durch die Kelten in der Mitte des ersten Jahrtausends vor unserer Zeitrechnung statt. Im ersten Jahrhundert vor Christus siedelten Germanen auf dem Malberg gefolgt von einer längeren Siedlungspause. Für die fränkische Zeit im frühen Mittelalter wird eine Nutzung als Opferstätte und Thingplatz vermutet.

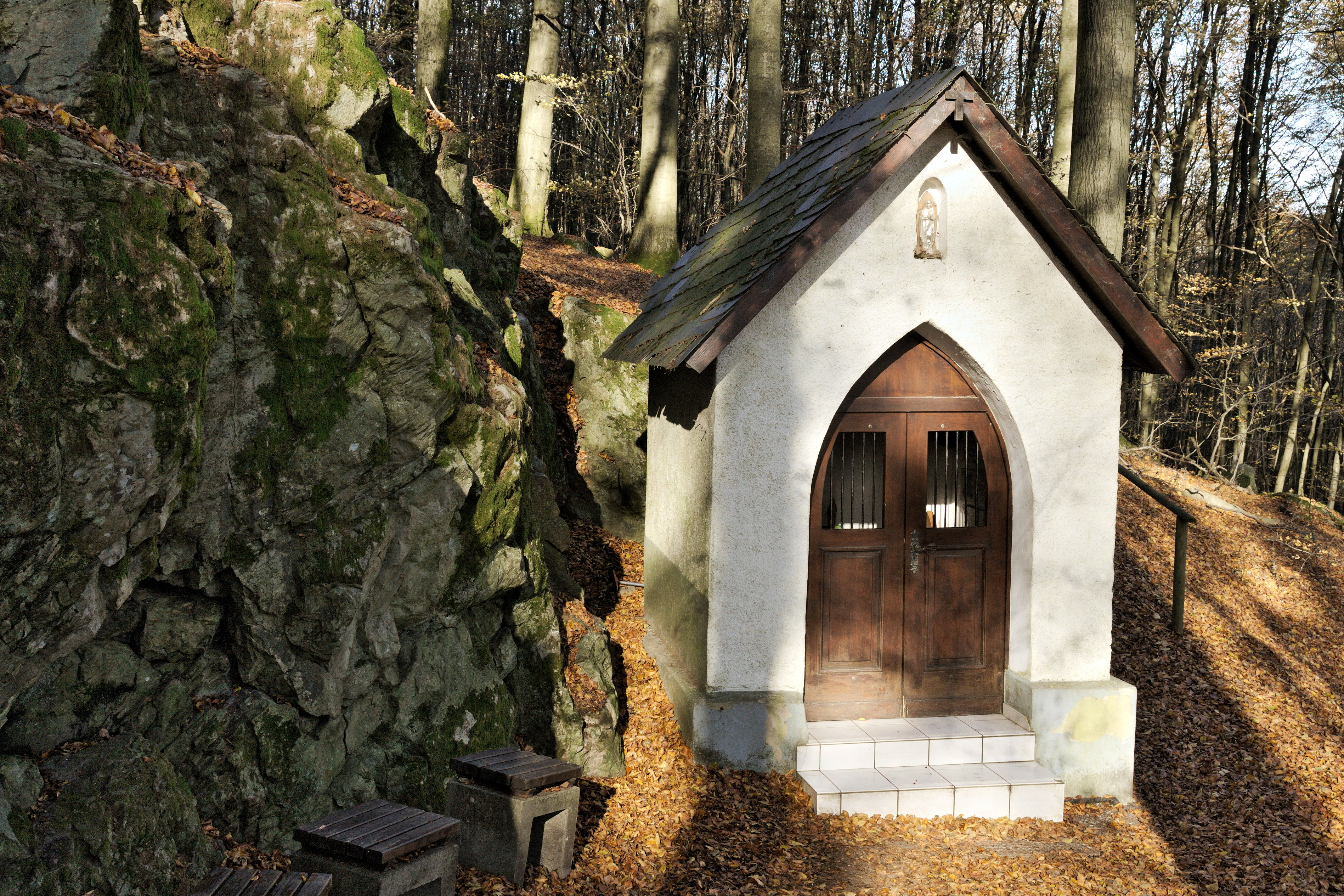
Malbergkapelle (Osthang)

Etwa 150 m östlich des Gipfels steht auf dem Osthang des Berges auf etwa 395 m Höhe die 1892 erbaute Malbergkapelle; in der Nähe liegt eine früher als Heilquelle genutzte Quelle.

Ortsgemeinde Moschheim mit dem Malberg